# Jules Mascaron

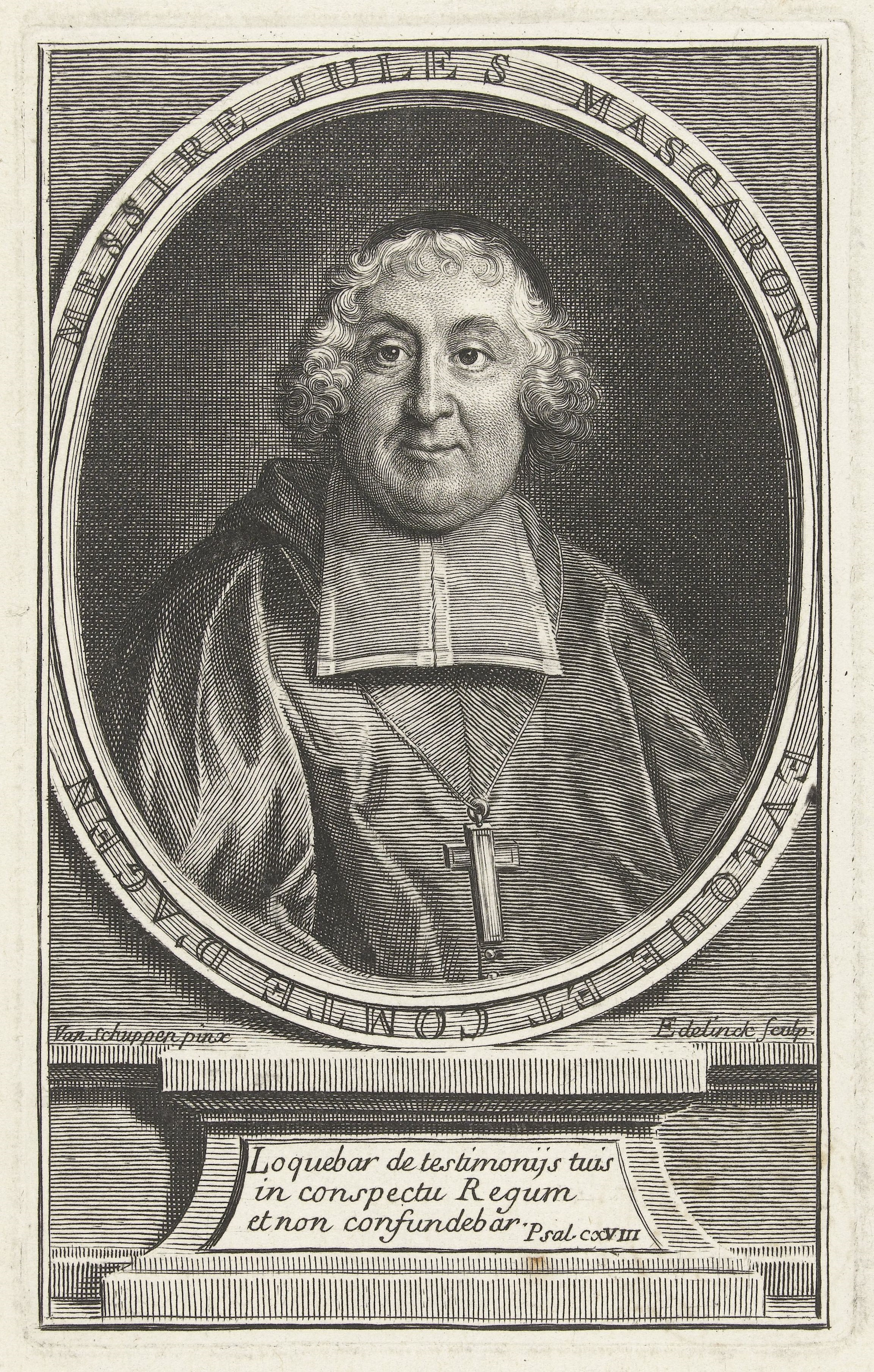
Bischof Jules Mascaron von Agen. Inschrift

Jules Mascaron (* 14. März 1634 in Marseille; † 16. November 1703) war ein französischer Oratorianer, Kanzelredner und Bischof.

## Leben und Karriere
Jules Mascaron trat bei den Oratorianern ein und wurde 1658 zum Priester geweiht. Sein Talent als Kanzelredner führte ihn an den Königshof, wo er von 1667 bis 1679 die Advents- und Fastenpredigten hielt. Als Belohnung erhielt er die Bischofsämter von Tulle (1671–1680) und Agen (1680–1703). Er hielt bedeutende Grabreden auf Anna von Österreich (1601–1666), den Herzog von Beaufort (1671), Henrietta Anne Stuart (1671), Pierre Séguier (1672) und auf Turenne. Seine Predigten wurden insbesondere von Madeleine de Scudéry, Madame de Sévigné, Fléchier und vor allem von König Ludwig XIV. gelobt.

## Werke
- Oeuvres de Mascaron. Salmon, Paris 1828.
- (deutsch) Die Trauerreden von Bossuet und Fléchier mit einigen andern Lob- und Trauerreden von Bourdaloue, Mascaron, Maury, Fénelon. Nebst historisch-ästhetischen Exkursen und einer vollständigen Geschichte der Trauerreden. Laupp, Tübingen 1847.
- Sermons inédits de Mascaron. Hrsg. Eugène Griselle. Bloud, Paris 1911.
- Les Oraisons funèbres. Hrsg. Bernard Gallina. Schena, Fasano / Presses de l’Université de Paris-Sorbonne, Paris 2002.